# Puma (gènere)
Puma és un gènere de fèlids que conté el puma com a únic representant vivent. Anteriorment també incloïa el jaguarundi, actualment classificat al gènere Herpailurus. Possiblement també conté algunes espècies fòssils poc conegudes del Vell Món, com per exemple el puma del Vell Món (P. pardoides), que visqué a Euràsia durant el Plistocè.